# Áron Csongvai
Áron Csongvai (Budapest, 31 ottobre 2000) è un calciatore ungherese, centrocampista dell'AIK.

## Caratteristiche tecniche
È un centrocampista offensivo.

## Carriera

### Club
Csongvai ha iniziato la sua carriera calcistica nelle giovanili del Vasas, club con sede presso la sua città natale Budapest, dove ha giocato dal 2007 al 2016, anno in cui è passato ad un altro club cittadino quale l'Újpest. Nel nuovo club ha iniziato a far parte delle squadre giovanili, ed poi è passato alla seconda squadra del club, l'Újpest II, militante nella quarta serie nazionale. Qui ha giocato un totale di 38 partite tra il 2018 e il 2020, segnando complessivamente 12 gol. Nel dicembre 2019 ha anche giocato una partita in prestito al Vác in seconda serie.
Le sue 7 reti in 12 partite con la seconda squadra durante la prima parte della stagione 2019-2020, in un periodo in cui ricopriva un ruolo di centrocampista più offensivo che difensivo, hanno attirato l'attenzione dello staff della prima squadra, contribuendo alla firma di un contratto professionistico. Csongvai ha così debuttato nel massimo campionato ungherese il 25 gennaio 2020, entrando in campo nella sfida contro il Debrecen. Nel corso della stagione 2019-2020 ha collezionato 10 presenze, alternando apparizioni da titolare e da subentrante, ma la stagione successiva ha visto un aumento del suo impiego in campo. Il 4 dicembre 2020 ha segnato il suo primo gol ufficiale con la maglia dell'Újpest siglando il pareggio nella gara di campionato sul campo del Budafoki MTE. L'8 febbraio 2022, in occasione dell'ottavo di finale di Coppa d'Ungheria contro il Kisvárda, ha indossato per la prima volta la fascia di capitano (in assenza di Nikola Mitrović) e ha anche realizzato il gol vittoria su calcio di punizione nei minuti di recupero.
Durante la sua esperienza con la prima squadra biancoviola ha giocato un totale di 101 partite ufficiali, mettendo a segno 10 reti.
Il 14 febbraio 2023 è stato annunciato il suo trasferimento al Fehérvár. Ha esordito con i rossoblù quattro giorni dopo, il 18 febbraio, contro la Puskás Akadémia, segnando il gol del momentaneo vantaggio. Nel corso della sua permanenza al Fehérvár è diventato una pedina fondamentale della squadra e in seguito ne ha assunto la fascia di capitano. Ha disputato complessivamente 65 partite ufficiali, realizzando quattro gol e fornendo quattro assist.
Il 13 febbraio 2025 è stato ufficializzato il suo trasferimento all'AIK, club svedese con cui ha firmato un contratto fino al 31 dicembre 2027.

### Nazionale
A livello internazionale, Csongvai ha rappresentato l'Ungheria a livello giovanile, collezionando otto presenze con la nazionale Under-21. Il 6 giugno 2025 esordisce in nazionale maggiore, nella gara amichevole persa 2-0 contro la Svezia.

## Statistiche
Statistiche aggiornate al 1º marzo 2021.

### Presenze e reti nei club
| Stagione        | Squadra         | Campionato      | Campionato | Campionato | Coppe nazionali | Coppe nazionali | Coppe nazionali | Coppe continentali | Coppe continentali | Coppe continentali | Altre coppe | Altre coppe | Altre coppe | Totale | Totale | Totale |
| Stagione        | Squadra         | Comp            | Pres       | Reti       | Comp            | Pres            | Reti            | Comp               | Pres               | Reti               | Comp        | Pres        | Reti        | Pres   | Reti   |        |
| --------------- | --------------- | --------------- | ---------- | ---------- | --------------- | --------------- | --------------- | ------------------ | ------------------ | ------------------ | ----------- | ----------- | ----------- | ------ | ------ | ------ |
| 2019-gen. 2020  | Vác             | NB2             | 1          | 0          | CU              | 0               | 0               |                    | -                  | -                  |             | -           | -           | 1      | 0      |        |
| gen.-giu. 2020  | Újpest          | NB1             | 10         | 0          | CU              | 1               | 0               |                    | -                  | -                  |             | -           | -           | 10     | 0      |        |
| 2020-2021       | Újpest          | NB1             | 18         | 2          | CU              | 1               | 1               |                    | -                  | -                  |             | -           | -           | 19     | 3      |        |
| Totale carriera | Totale carriera | Totale carriera | 29         | 2          |                 | 2               | 1               |                    | -                  | -                  |             | -           | -           | 31     | 3      |        |

### Cronologia presenze e reti in nazionale
| Cronologia completa delle presenze e delle reti in nazionale ― Ungheria | Cronologia completa delle presenze e delle reti in nazionale ― Ungheria | Cronologia completa delle presenze e delle reti in nazionale ― Ungheria | Cronologia completa delle presenze e delle reti in nazionale ― Ungheria | Cronologia completa delle presenze e delle reti in nazionale ― Ungheria | Cronologia completa delle presenze e delle reti in nazionale ― Ungheria | Cronologia completa delle presenze e delle reti in nazionale ― Ungheria | Cronologia completa delle presenze e delle reti in nazionale ― Ungheria |
| Data                                                                    | Città                                                                   | In casa                                                                 | Risultato                                                               | Ospiti                                                                  | Competizione                                                            | Reti                                                                    | Note                                                                    |
| ----------------------------------------------------------------------- | ----------------------------------------------------------------------- | ----------------------------------------------------------------------- | ----------------------------------------------------------------------- | ----------------------------------------------------------------------- | ----------------------------------------------------------------------- | ----------------------------------------------------------------------- | ----------------------------------------------------------------------- |
| 6-6-2025                                                                | Budapest                                                                | Ungheria                                                                | 0 – 2                                                                   | Svezia                                                                  | Amichevole                                                              | -                                                                       | 61’                                                                     |
| 10-6-2025                                                               | Baku                                                                    | Azerbaigian                                                             | 1 – 2                                                                   | Ungheria                                                                | Amichevole                                                              | -                                                                       | 85’                                                                     |
| Totale                                                                  |                                                                         | Presenze                                                                | 2                                                                       |                                                                         | Reti                                                                    | 0                                                                       |                                                                         |

## Palmarès

### Club

#### Competizioni nazionali
- Coppa d'Ungheria: 1

Újpest: 2020-2021